# The Winner Is... (prima edizione)
La prima edizione del talent show The Winner Is... è andato in onda dal 17 novembre all'8 dicembre 2012 su Canale 5 per quattro puntate, con la conduzione di Gerry Scotti, affiancato da Rudy Zerbi. Il programma è prodotto da Fascino PGT - Toro Produzioni.

## Puntate
- Il concorrente passa al turno successivo
- Il concorrente accetta i soldi offertigli e viene eliminato
- Il concorrente viene eliminato dalla giuria

### Prima puntata
Primo turno (offerta di 10 000 €)
| Sfida № | Concorrente blu                                           | Voti | Concorrente rosso                                                                       | Voti |
| ------- | --------------------------------------------------------- | ---- | --------------------------------------------------------------------------------------- | ---- |
| 1       | Ciro Di Nucci (che ha cantato Northern Sky)               | 45   | Claudia Donato (che ha cantato Der Hölle Rache kocht in meinem Herzen/It's Oh So Quiet) | 56   |
| 2       | Don Marco Marigliano (che ha cantato I giardini di marzo) | 32   | The Energie Splash Big Band (che hanno cantato I Feel Good)                             | 69   |
| 3       | Marianna Ioime (che ha cantato La voce del silenzio)      | 62   | Dora Panarinfo (che ha cantato Bésame mucho)                                            | 39   |
| 4       | Simona Genco (che ha cantato La solitudine)               | 78   | Claudia e Rosemarie (che hanno cantato Go Do)                                           | 23   |

Semifinali (offerta di 20 000 €)
| Sfida № | Concorrente blu                                                               | Voti | Concorrente rosso                                                      | Voti |
| ------- | ----------------------------------------------------------------------------- | ---- | ---------------------------------------------------------------------- | ---- |
| 5       | Marianna Ioime (che ha cantato Abbronzatissima)                               | 17   | Simona Genco (che ha cantato Last Goodbye)                             | 84   |
| 6       | The Energie Splash Big Band (che hanno cantato Vitti 'na crozza/Ciuri, ciuri) | 19   | Claudia Donato (che ha cantato I' te vurria vasà/Ancora ancora ancora) | 82   |

Finale (offerta di 30 000 €)
| Sfida № | Concorrente blu                                 | Voti | Concorrente rosso                                              | Voti |
| ------- | ----------------------------------------------- | ---- | -------------------------------------------------------------- | ---- |
| 7       | Simona Genco (che ha cantato Stand Up for Love) | 43   | Claudia Donato (che ha cantato Amami Alfredo/Volami nel cuore) | 58   |

### Seconda puntata
Primo turno (offerta di 10 000 €)
| Sfida № | Concorrente blu                                                 | Voti: | Concorrente rosso                                | Voti: |
| ------- | --------------------------------------------------------------- | ----- | ------------------------------------------------ | ----- |
| 1       | Daniela Ciampitti (che ha cantato Changes)                      | 54    | Nadia Sodano (che ha cantato In cerca di te)     | 47    |
| 2       | Giuseppe Pantano (che ha cantato I've Got You Under My Skin)    | 33    | Corrado Sena (che ha cantato O sole mio)         | 68    |
| 3       | Alessandra Alemanno (che ha cantato Sweet Home Chicago)         | 77    | Antonio ed Ermina (che hanno cantato Non amarmi) | 24    |
| 4       | I Grigi per forza (che hanno cantato Quella carezza della sera) | 8     | Silvana Lorenzetti (che ha cantato Bip Bop Boom) | 93    |

Semifinali (offerta di 20 000 €)
| Sfida № | Concorrente blu                                                   | Voti | Concorrente rosso                          | Voti |
| ------- | ----------------------------------------------------------------- | ---- | ------------------------------------------ | ---- |
| 5       | Silvana Lorenzetti (che ha cantato Ain't No Mountain High Enough) | 3    | Daniela Ciampitti (che ha cantato Hurt)    | 98   |
| 6       | Alessandra Alemanno (che ha cantato E se domani)                  | 48   | Corrado Sena (che ha cantato Meraviglioso) | 53   |

Finale (offerta di 30 000 €)
| Sfida № | Concorrente blu                      | Voti | Concorrente rosso                                     | Voti |
| ------- | ------------------------------------ | ---- | ----------------------------------------------------- | ---- |
| 7       | Corrado Sena (che ha cantato My Way) | 3    | Daniela Ciampitti (che ha cantato New York, New York) | 98   |

### Terza puntata
Primo turno (offerta di 10 000 €)
| Sfida № | Concorrente blu                                             | Voti | Concorrente rosso                                       | Voti |
| ------- | ----------------------------------------------------------- | ---- | ------------------------------------------------------- | ---- |
| 1       | Vincenzo Mastrolonardo (che ha cantato Mentre tutto scorre) | 28   | Max Petronilli (che ha cantato Lei)                     | 73   |
| 2       | Stefano Fini (che ha cantato Nessun dorma)                  | 38   | Belinda Martino (che ha cantato Grande, grande, grande) | 63   |
| 3       | Simone Pastore (che ha cantato Avrai)                       | 83   | Federica De Fazio (che ha cantato Arriverà)             | 18   |
| 4       | Damiano Sardi (che ha cantato Non me lo so spiegare)        | 41   | B.Cole (che hanno cantato How Deep Is Your Love)        | 60   |

Semifinali (offerta di 20 000 €)
| Sfida № | Concorrente blu                                                | Voti | Concorrente rosso                          | Voti |
| ------- | -------------------------------------------------------------- | ---- | ------------------------------------------ | ---- |
| 5       | Simone Pastore (che ha cantato Quando quando quando)           | 41   | Belinda Martino (che ha cantato Bangarang) | 60   |
| 6       | Max Petronilli (che ha cantato It's a Man's Man's Man's World) | 85   | B.Cole (che hanno cantato Everything)      | 16   |

Finale (offerta di 30 000 €)
| Sfida № | Concorrente blu                                        | Voti | Concorrente rosso                         | Voti |
| ------- | ------------------------------------------------------ | ---- | ----------------------------------------- | ---- |
| 7       | Belinda Martino (che ha cantato Destinazione Paradiso) | 10   | Max Petronilli (che ha cantato Yesterday) | 91   |

### Quarta puntata
Primo turno (offerta di 10 000 €)
Le sfide del primo turno di questa puntata non vengono trasmesse in tv, ma sono reperibili sul sito ufficiale del programma.
| Sfida № | Concorrente blu                                                               | Voti | Concorrente rosso                                          | Voti |
| ------- | ----------------------------------------------------------------------------- | ---- | ---------------------------------------------------------- | ---- |
| 1       | Lastè & Motorcycle Mama (che hanno cantato These Boots Are Made for Walkin'') | 27   | Cristina Cioni (che ha cantato Se stasera sono qui)        | 74   |
| 2       | Mario Castiglia (che ha cantato Your Song)                                    | 3    | Marinella Bilancia (che ha cantato I Will Always Love You) | 98   |
| 3       | Marta Alessi (che ha cantato Close to Me)                                     | 15   | Susy Masella (che ha cantato E la luna bussò)              | 86   |
| 4       | Federica Carlini (che ha cantato People)                                      | 8    | Lara Pasquali (che ha cantato È l'uomo per me)             | 93   |

Semifinali (offerta di 20 000 €)
| Sfida № | Concorrente blu                                     | Voti | Concorrente rosso                                     | Voti |
| ------- | --------------------------------------------------- | ---- | ----------------------------------------------------- | ---- |
| 5       | Marinella Bilancia (che ha cantato Come tu mi vuoi) | 4    | Susy Masella (che ha cantato Nel blu, dipinto di blu) | 97   |
| 6       | Lara Pasquali (che ha cantato At Last)              | 20   | Cristina Cioni (che ha cantato Io vivrò (senza te)    | 81   |

Finale (offerta di 30 000 €)
| Sfida № | Concorrente blu                            | Voti | Concorrente rosso                       | Voti |
| ------- | ------------------------------------------ | ---- | --------------------------------------- | ---- |
| 7       | Susy Masella (che ha cantato Senza parole) | 55   | Cristina Cioni (che ha cantato Imagine) | 46   |

#### Finalissima dei quattro vincitori
Semifinali (offerta di 35 000 €)
| Sfida № | Concorrente blu                                    | Voti | Concorrente rosso                                                 | Voti |
| ------- | -------------------------------------------------- | ---- | ----------------------------------------------------------------- | ---- |
| 1       | Daniela Ciampitti (che ha cantato I Have Nothing)  | 54   | Claudia Donato (che ha cantato Glitter and Be Gay/I Will Survive) | 47   |
| 2       | Max Petronilli (che ha cantato Io che amo solo te) | 58   | Susy Masella (che ha cantato Dedicato)                            | 43   |

Finale (offerta di 50 000 €)
| Sfida № | Concorrente blu                                                | Voti | Concorrente rosso                                                  | Voti |
| ------- | -------------------------------------------------------------- | ---- | ------------------------------------------------------------------ | ---- |
| 3       | Daniela Ciampitti (che ha cantato Listen e New York, New York) | 52   | Max Petronilli (che ha cantato Il cielo in una stanza e Yesterday) | 49   |

## Ascolti TV
| Puntata | Messa in onda    | Telespettatori | Share  |
| ------- | ---------------- | -------------- | ------ |
| 1       | 17 novembre 2012 | 4 394 000      | 18,64% |
| 2       | 24 novembre 2012 | 4 387 000      | 19,69% |
| 3       | 1º dicembre 2012 | 4 018 000      | 16,87% |
| 4       | 8 dicembre 2012  | 4 649 000      | 20,39% |
| Media   | Media            | 4 361 000      | 18,88% |